# Adrian Birrell
Adrian Victor Birrell (sinh 8 tháng 12 năm 1960) tại Grahamstown, Cape Province là cựu vận động viên cricket first class người Nam Phi và huấn luyện viên cricket cho đội tuyển Ireland. Ông là leg break bowler, ghi 75 wicket, trung bình 30,16 trong sự nghiệp cho Eastern Province, trước khi trở thành huấn luyện viên.
Ông dẫn dắt đội cricket Ireland ở giải ICC Cricket World Cup 2007 nơi họ lọt vào vòng Super Eight Stage. Ở giải này họ đã thắng hai đội mạnh là Bangladesh và Pakistan và hòa với Zimbabwe. Sau giải đấu này ông được thay thế bởi Phil Simmons.